# Fons honorum
Fons honorum, expressão latina para Fonte de Honra, é uma expressão que se refere ao direito legítimo que um Chefe de Estado, monarca ou chefe de família real tem, em virtude da sua posição oficial, de atribuir títulos nobiliárquicos, ordens de cavalaria ou ordens de mérito a outras pessoas.

## Origem
Durante o período inicial da Idade Média, os cavaleiros europeu eram essencialmente guerreiros de armadura e a cavalo: era uma prática comum que os chefes dos cavaleiros conferissem o título de Cavaleiro aos seus melhores soldados que, por sua vez, tinham o direito de conferir o mesmo título a outros.
Este sistema, através do qual se transmitia a honraria de cavaleiro, começou a mudar durante as Cruzadas, quando surgiram as ordens religiosas de cavalaria: aos cavaleiros pertencentes estas ordens, limitados e vinculados ao voto de obediência ao Grão-Mestre da ordem, era proibido armar cavaleiro a outras pessoas. Esta forma de transmissão do título de Cavaleiro agradou aos soberanos, pois garantia a lealdade dos cavaleiros à sua própria causa; neste contexto, os monarcas adquiriam apenas o grau de Grão-Mestre, ou então criavam as suas próprias ordens.
Após o fim do feudalismo e desde o surgimento de Estados nacionais, por volta do século XIII, tanto as ordens de cavalaria como os títulos de nobreza (nas monarquias) tornaram-se propriedade e domínio do soberano (ou chefe de estado) que as davam para recompensar apenas os seus súbditos (cidadãos) mais leais e merecedores. Ou seja, os governantes e chefes de Estado tornaram-se a única "fonte da honra" de suas nações.

## Legitimidade da honra
A questão sobre se uma ordem é uma ordem legitima de cavalaria ou uma "suposta" ordem está ligada à fons honorum. Uma "fonte de honra" legitima corresponde a alguém que seja considerado soberano desde, ou depois, o momento em que a ordem foi criada; possuir características de soberano antes da criação de uma ordem, é considerado legitimo para criar uma ordem de cavalaria apenas se o anterior soberano não tiver abdicado antes da criação da ordem, mas sim, ter sido deposto ou ter perdido o seu poder de alguma forma.
Actualmente, alguém que seja Cavaleiro ou tenha nascido no seio da nobreza, não pode conceder títulos nobiliárquicos, de Cavalaria ou de Ordens de Cavalaria a outrem. De acordo com a lei internacional, e com a tradição, ninguém pode ser "fonte de honra", a não ser um soberano, um chefe de Estado ou chefe de uma Casa Real.